# Бомонт, Уильям
Уильям Бо́монт (англ. William Beaumont; 21 ноября 1785 — 25 апреля 1853) — хирург американской армии, физиолог-гастроэнтеролог. Стал знаменитым благодаря тому, что на протяжении многих лет проводил наблюдения за желудочным свищом, который образовался в результате ранения живота у работника Американской меховой компании Алексиса Сент-Мартина вследствие несчастного случая в 1822 г (выстрел дробью в упор). Выйдя в отставку, он в 1833 году опубликовал результаты своих исследований в монографии «Опыты и наблюдения за желудочным соком и физиологией пищеварения» (англ. Experiments and Observations on the Gastric Juice and the Physiology of Digestion).
После серии исследований, ставших известными всему миру, его стали называть «Отцом гастрофизиологии». На публикациях Бомонта были основаны опыты И. Павлова по «мнимому кормлению» собак.

## Премия Уильяма Бомонта
Американской гастроэнтерологической ассоциацией учреждена премия Уильяма Бомонта (англ. William Beaumont Prize in Gastroenterology). Эта награда вручается раз в три года (с 2015 года ежегодно) одному или нескольким лицам за вклад, значительно продвинувший фундаментальные или клинические исследования в области гастроэнтерологии. Денежная составляющая — 10 000 долларов США. Среди награждённых: Джэймс Блэк (1982), Томас Старзл (1991), Барри Маршалл (2006).